# Gračišće
 Gračišće  (olaszul: Gallignana) falu és község Horvátországban, Isztria megyében. Közigazgatásilag Batlug, Bazgalji, Jakačići, Mandalenčići, Milotski Breg és Škopljak települések tartoznak hozzá.

## Fekvése
Az Isztriai-félsziget közepén, Pazintól 8 km-re keletre, a Pazint és Pićant összekötő út mellett, egy a Raša folyóba torkolló vízmosás feletti dombon fekszik. Gračišće egy jellegzetes középkori isztriai város képét mutatja. Az egykor védőfalakkal körülvett település négy részből áll, melyek közepén kis tér található templommal. Az egykori városközpont a Szűz Mária templom, a Szent Antal kápolna és a Salamon palota körül terült el. A Szent Vid templom melletti temetőből nagyszerű kilátás nyílik a félsziget középső részére keleten az Učka-hegységig, északon pedig egészen a Júliai Alpokig és a Dolomitokig.

## Története

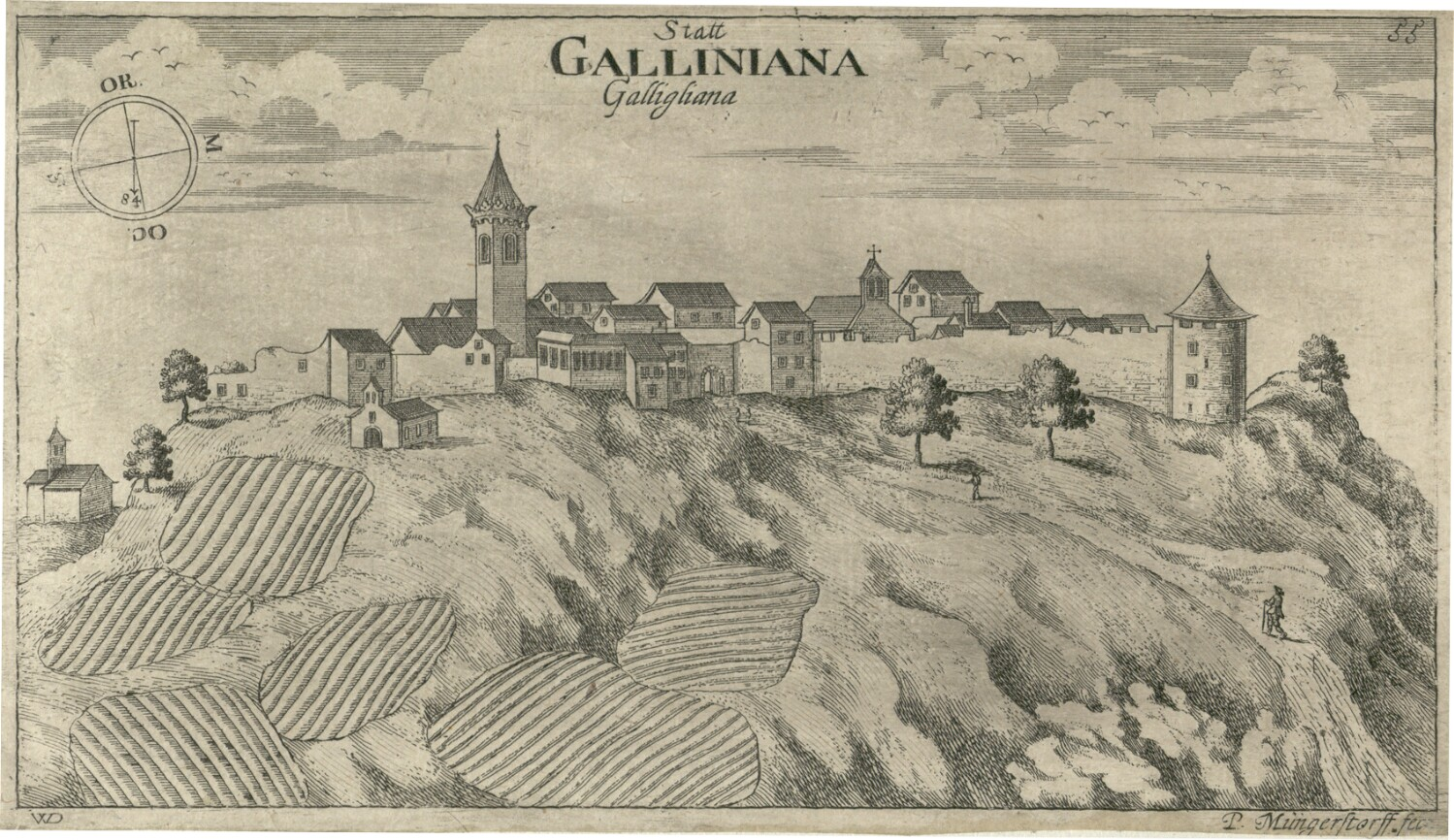
Gallinianum vára Valvasor 17. századi metszetén.

A település stratégiailag fontos fekvése miatt már ősidők óta meghatározó szerepet játszott. Ennek nyomai már a bronzkortól fellelhetők. Erre utaló régészeti leletek, főként cserépmaradványok kerültek elő 
a közeli Perunčevac, Perunovac, Osoje, Funčići, Bazgalji településeken, Salamunišćén pedig egy bronzkori sírt találtak. A vaskorban a félsziget többi részéhez hasonlóan illír törzsek lakták, akik közül ezen a vidéken a Histri törzs telepedett meg. A Histri törzs (a félsziget névadója) és a római közötti hosszan elhúzódó harcok i. e. 177-ben Nesactium elestével végződtek és az Isztria a Római Birodalom részévé vált. A 3. század végére alakították ki Venetia et Histria provinciát, melynek a része lett. Gallinianum (Gračišće) területe határos volt a  part menti kolóniákkal, de nem tartozott közéjük. Egy idő után azonban birodalmi terület lett és a 3. században Colonia Pietas Iulia Pola (a mai Póla) ellenőrzése alá került. Gallinianum stratégiai szerepe a 3. és 4. század után, amikor a környező magaslatok is jól védhető helyekké váltak egyre nagyobb lett. Valószínűleg ebben az időszakban települt be újra és építették ki erődített településsé. A Nyugatrómai Birodalom bukása után néhány évvel Justinianus császár visszaállította a római uralmat és a terület egészen 751-ig a Bizánci Birodalom része volt. A kora középkorban a longobárdok, majd az avarok hódították meg Isztria területét. Az avarokkal együtt érkezett szlávok Pannóniából érkezve főként a félsziget belső részein telepedtek le. A 8. század végén 788-ban a frankok hódították meg a területet, melyet 803-tól a karolingok Friuli őrgrófságához csatoltak, majd az Itáliai királyság része lett. Miután I. Ottó német-római császár 952-ben meghódította Itáliát Isztriát a Veronai őrgrófsággal együtt testvérének I. Henrik bajor hercegnek adta. Amikor fia és utódja II. Ottó német-római császár megalapította a Karintiai hercegséget a délnyugati bajor területekkel, Veronával, Karintiával és Stájerországgal együtt Isztriát is hozzá csatolta. A 11. században Isztria az aquileiai pátriárka és néhány német hűbérúri család birtoka lett. 1199-ben a települést először említi írásos forrás "Gallinianum" néven. Ebben az időben a félsziget partmenti területei már fokozatosan a Velencei Köztársaság uralma alá kerültek, míg a pazin körüli belső területek a császárnak alárendelt Goricai (görzi) grófság (melyet 1379 után Pazini grófságnak neveztek) uralma alatt maradtak és lényegében egészen 1806-ig a Német-római Birodalom része volt. A 14. és 15. században Gračišće virágzó várossá fejlődött. Egyházilag 1788-ig annak megszűnéséig a pićani püspökség alárendeltségébe tartozott. Az 1498-as pazni urbárium „Galiann” néven említi, majd az 1578-as urbáriumban kisvárosként (Städtl) szerepel. Ebben az isőben már a grófság egyik legjelentősebb települése volt, a lakosság számát tekintve a legnépesebb, gazdaságilag pedig még Pazint is megelőzte. Az osztrák-velencei háborúkban 1508 és 1510 között, valamint 1616-17-ben is súlyos károkat szenvedett. Polgárai 1636-ban fellázadtak hűbéruruk ellen. Az 1805-ös pozsonyi béke értelmében a Napóleon által kreált Itáliai Királyság részévé vált, majd 1809-ben a Francia Császárság illír tartományaihoz csatolták. Napóleon bukása után az egész Isztria osztrák uralom alá került és 1825-ben önálló közigazgatási egységgé alakították, melynek székhelye 1860-ig Pazin lett. A 19. és a 20. században Gračišće távol maradt a főbb kereskedelmi útvonalaktól, ezért fejlődése megállt és lényegében ma is stagnál. A településnek 1857-ben 1648, 1910-ben 844 lakosa volt. Az első világháború után az Olasz Királyság része lett, majd a második világháborút követően Jugoszláviához csatolták. Jugoszlávia felbomlása után 1991-ben a független Horvátország része és községközpont lett. Lakói főként mezőgazdasággal és állattartással foglalkoztak, mások a közeli Pazinba jártak be dolgozni. 2011-ben a falunak 463, a községnek összesen 1408 lakosa volt.

## Lakosság
| Lakosság változása | Lakosság változása | Lakosság változása | Lakosság változása | Lakosság változása | Lakosság változása | Lakosság változása | Lakosság változása | Lakosság változása | Lakosság változása | Lakosság változása | Lakosság változása | Lakosság változása | Lakosság változása | Lakosság változása | Lakosság változása |
| ------------------ | ------------------ | ------------------ | ------------------ | ------------------ | ------------------ | ------------------ | ------------------ | ------------------ | ------------------ | ------------------ | ------------------ | ------------------ | ------------------ | ------------------ | ------------------ |
| 1857               | 1869               | 1880               | 1890               | 1900               | 1910               | 1921               | 1931               | 1948               | 1953               | 1961               | 1971               | 1981               | 1991               | 2001               | 2011               |
| 1648               | 1704               | 836                | 920                | 874                | 844                | 2395               | 2277               | 765                | 713                | 563                | 464                | 423                | 452                | 467                | 463                |

## Nevezetességei
- A középkori városfalak a nyugati, a keleti és az északi oldalon a nyugati városkapuval és az 1500 körül épült déli kerek saroktoronnyal együtt nagy részben máig fennmaradtak. A nyugati városkapun átérve érkezünk az 1549-ben épített városi loggiához, mellette áll a fontik, a gabonaraktár épülete és az őrség szálláshelye (ma ezek az épületek községi tulajdonban vannak).[2]
- A kis tér kezdeténél áll az 1570 körül épített  Salamon-palota, egy kétemeletes épület első emeletén gótikus, második emeletén reneszánsz ablakokkal.[2] Fényűzően kialakított homlokzatával a késő gótikus világi építészet egyik legszebb isztriai példája.
- A téren áll a kis Szűz Mária templom, melyet 1425-ben Dento mester épített a helyi nemes Petar Beračić részére, aki fogadalomból építtette a késő gótikus templomot. Egyedülálló négyszög alaprajzú épület erős dongaboltozattal. Keleti falán fennmaradtak az építéssel egy időben készített eredeti freskók közül a Háromkirályok imádása, a szentek és az Angyali Üdvözlet vázlatos ábrázolása. Homlokzata felett alacsony nyitott harangtorony áll, később építették eléje az előcsarnokot, melynek fakazettás mennyezete van.[2]
- A tér keleti oldalán a pićani püspökök egykori rezidenciája mellett áll a Szent Antal kápolna, a pićani püspökök egykori kápolnája. 1381-ben építette Almerigo mester faragott kőtömbökből, 1486-ban megújítottak. Négyszög alaprajzú, egyhajós épület sokszögű apszissal, gótikus bordás boltozattal.[2] Barokk oltárának képén a gyermek Jézust karjában tartó Szent Antal, két oldalán Szent Sebestyén és Szent Fábián szobraival.
- Szent Eufémia tiszteletére szentelt temploma a Szűz Mária templom és a Szent Antal kápolna utcájának a délkeleti végén áll. A templomot a bejárat feletti felirat szerint 1383-ban építették, 1864-ben és 1985-ben megújították. Háromhajós gótikus bazilika három apszissal. Legnagyobb kincse egy monumentális 13. századi feszület.[2] A Védelmező Istenanya oltár a Szűz Mária templomból került ide.
- Szent Vid, Modeszt és Kreszcencia vértanúk tiszteletére szentelt plébániatemploma 1769-ben épült háromhajós bazilika a korábbi plébániatemplom helyén. Barokk homlokzata, márványból és fából faragott oltárai, a kórus faragott padjai és több liturgikus tárgya a 18. századból származnak.[2] Szent Vid szobra a 15. századból való. A templom körül egykor temető volt, melyet egy máig fennmaradt sírkő jelez. 30 méter magas harangtornya a 13. századból származik.
- A Pod sv. Fumiju utcában fennmaradt egy 15. századi házsor, emeleti részén külső lépcsővel megközelíthető lakótérrel, földszintjén kocsmával. Ez volt egykor a kézművesek utcája.[2] Egyik házának 1451-ben faragott kapuján az itt élt kovácsmester szimbóluma egy kalapács látható.
- A Potok településrészen a 16. – 18. századból származó egykori kézműves házak láthatók.[2]
- Az északi városkapu felé vezető utcában áll a 14. századi Szent Pankráciusz templom.

## Fordítás
- Ez a szócikk részben vagy egészben  a   Gračišće című angol Wikipédia-szócikk ezen változatának fordításán alapul.  Az eredeti cikk szerkesztőit annak laptörténete sorolja fel. Ez a jelzés csupán a megfogalmazás eredetét és a szerzői jogokat jelzi, nem szolgál a cikkben szereplő információk forrásmegjelöléseként.